# Paola Vega Castillo
Paola Vega Castillo (1976) es una política, ingeniera y catedrática de universidad costarricense. Previo a su nombramiento como Ministra de Ciencia, Innovación, Tecnología y Telecomunicaciones de Costa Rica en el 28 de mayo de 2020, Vega Castillo en el mismo ministerio fue Viceministra de Ciencia y Tecnología desde 8 de mayo de 2018 hasta 28 de mayo de 2020.
Previo a su carrera política, Vega Castillo fue catedrática en el Instituto Tecnológico de Costa Rica. Obtuvo su doctorado en la Universidad Técnica Hamburgo en Microelectrónica.